# Adam Dąbrowa
Adam Antoni Dąbrowa (ur. 24 grudnia 1902 r. w Bochni, zm. 14 stycznia 1988 r. w Londynie) – pułkownik nawigator Wojska Polskiego, żołnierz Polskich Sił Powietrznych, dowódca dywizjonu 301, kawaler Virtuti Militari, odznaczony Distinguished Flying Cross.

## Życiorys
Maturę zdał w Wyższej Szkole Realnej w Tarnowie i 3 listopada 1918 r. zgłosił się do służby w odrodzonym Wojsku Polskim. Wstąpił do 4. pułku piechoty Legionów i w składzie tej jednostki walczył w obronie Lwowa a następnie podczas wojny polsko-bolszewickiej. 3 maja 1920 r. został skierowany do Szkoły Podchorążych Piechoty w Warszawie, którą ukończył w sierpniu. 
Po zakończeniu działań wojennych pozostał w Wojsku Polskim. Starał się o zmianę rodzaju broni, został skierowany do Szkoły Obserwatorów i Strzelców Lotniczych w Toruniu na kurs obserwatorów. Po jej ukończeniu został przydzielony do 3. pułku lotniczego. W styczniu 1927 r. objął stanowisko dowódcy kompanii w baonie lotniczym w Poznaniu. Tę funkcję pełnił do listopada 1932 r. a następnie został przeniesiony do 6. pułku lotniczego. Tam pełnił funkcję oficera taktycznego 64. eskadry liniowej oraz dowódcy plutonu w 63. eskadrze towarzyszącej. W  październiku 1935 r. został dowódcą eskadry szkolnej, a w styczniu 1939 r. dowódcą dywizjonu towarzyszącego. 
Po wybuchu II wojny światowej został przydzielony do 6 bazy lotniczej. Z chwilą ataku ZSRR na Polskę przekroczył w Kutach granicę z Rumunią. Przedostał się do Francji, gdzie na lotnisku Lyon-Bron dowodził zgrupowaniem żołnierzy. Po upadku Francji został ewakuowany do Wielkiej Brytanii. Wstąpił do Polskich Sił Powietrznych, otrzymał numer służbowy RAF P-1333. 
Od listopada 1940 r. był dowódcą zgrupowania oficerów w Blackpool. W lutym 1941 r. został skierowany na kurs nawigatorów bombardowania i strzelania, który ukończył w listopadzie. Następnie był polskim senior-oficerem na stacji RAF w St Andrews. Został skierowany do 18 Operational Training Unit w Bramcote na przeszkolenie w lotach operacyjnych. Po jego ukończeniu 12 czerwca 1942 r. został przydzielony do dywizjonu 301. 23 września 1942 r. objął dowództwo nad tym dywizjonem. Stanowisko zdał 13 kwietnia 1943 r. i objął funkcję dowódcy Ośrodka Wyszkolenia Wstępnego w Brighton, 18 czerwca 1944 r. został dowódcą Ośrodka Wyszkolenia Wstępnego w Faldingworth. 29
stycznia 1945 r. został powołany na szefa wydziału w Dowództwie Polskich Sił Powietrznych. 4 marca 1946 r. przeniesiono go do RAF Bomber Command na stanowisko oficera administracyjnego. Po zakończeniu działań wojennych nie zdecydował się na powrót do Polski. Po demobilizacji pracował jako tapicer i drukarz. W Institute of Polish Engineers ukończył kurs kreślarski i pracował jako kreślarz. Działał w środowisku polonijnym, m.in. w Stowarzyszeniu Lotników Polskich w Wielkiej Brytanii, wchodził w skład Komisji Historycznej Lotnictwa.
Zmarł 14 stycznia 1988 r. w Londynie. Został pochowany na Kensington Cemetery.

## Ordery i odznaczenia
Za swą służbę otrzymał odznaczenia:
- Krzyż Srebrny Virtuti Militari nr 8292,
- Krzyż Walecznych – trzykrotnie,
- Medal Lotniczy – czterokrotnie,
- Medal Niepodległości,
- Srebrny Krzyż Zasługi,
- Polowa Odznaka Pilota,
- Distinguished Flying Cross.